# Río Beriózovaya
El río Beriózaya (del ruso: Берёзовая) es un río de Rusia, afluente por la izquierda del río Kolva, que es tributario del Víshera, subafluente del Volga (a cuya cuenca hidrográfica pertenece) por el Kama.

## Geografía
El río discurre por el territorio del krai de Perm. El río tiene su origen en la unión de tres ríos, el Rasoja Septentrional, el Rasoja Oriental y el Rasoja Meridional, cuyas fuentes se sitúan en la Beriozovi Kamen. Su desembocadura se encuentra en el curso medio del Kolva, por debajo de la aldea Korepino.
Tiene una longitud de 208 km, con una cuenca de 3.610 km².

### Principales afluentes
Izquierda: Pyram, Zhernovka, Valai. 
Derecha: Inia, Rasia superior, Burunduk, Burkim, Vizhai, Buzhui, Kremennaya, Nemyd.